# Luchtsluis

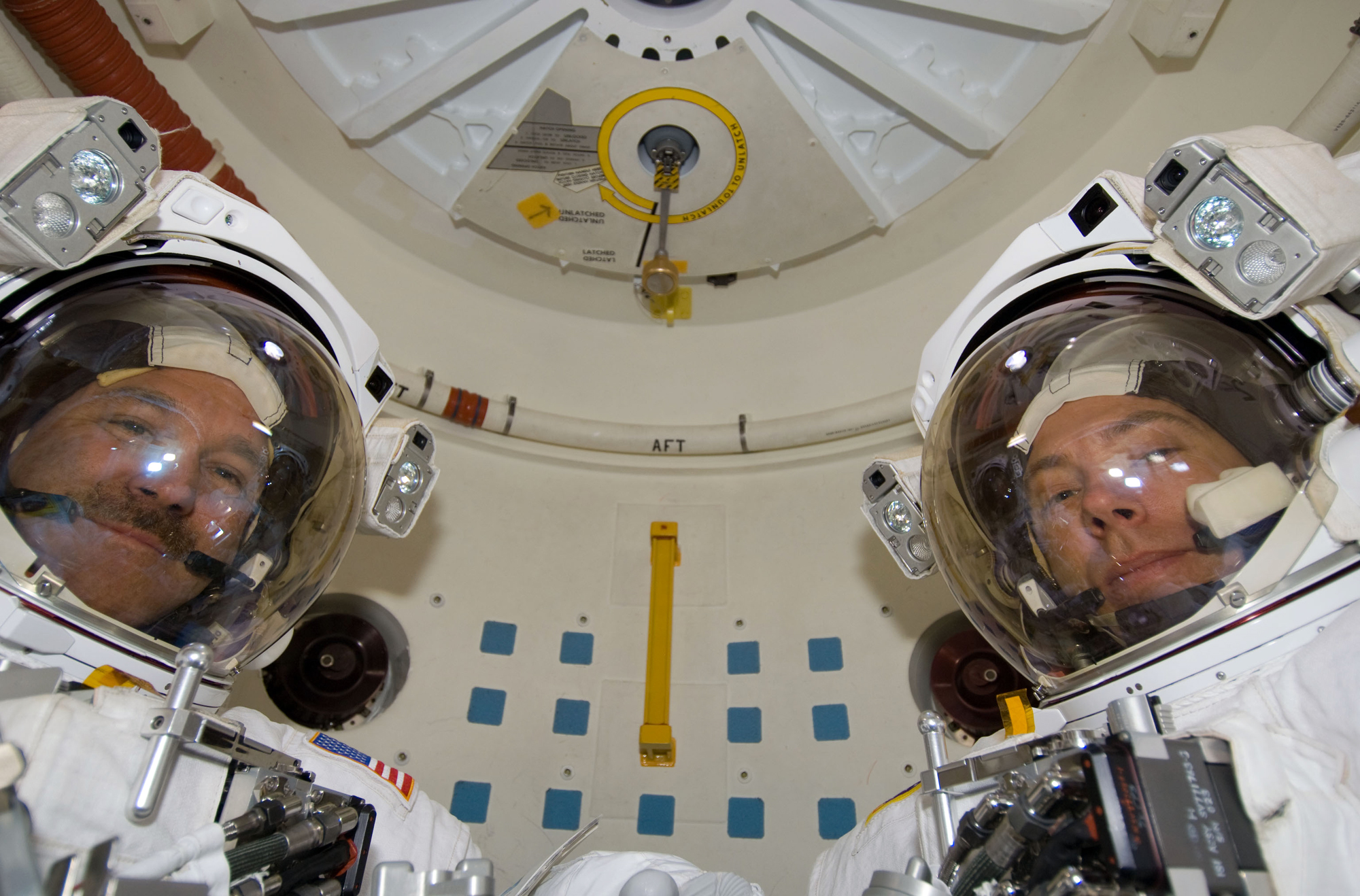
Luchtsluis in een spaceshuttle.

Een luchtsluis of druksluis is een doorgang tussen een ruimte met lucht en een luchtledige ruimte, of tussen twee ruimten waarvan de lucht niet of zo min mogelijk gemengd moet raken. Vaak betreft het een doorgang voor een persoon (of meerdere tegelijk). De sluis is aan beide zijden luchtdicht afsluitbaar. Terwijl de doorgang aan de ene zijde dicht is begeeft de persoon zich door de andere. Vervolgens wordt die eerstgenoemde zijde ook afgesloten. Indien er een groot drukverschil is tussen de twee uiteinden laat men in het tussengedeelte lucht naar binnen of laat men de lucht weglopen. Vervolgens wordt de andere zijde geopend.  
Een luchtsluis treft men onder meer aan in ruimteschepen en ruimtestations. Luchtsluizen worden daarnaast toegepast in gebouwen met hoogtechnologische activiteiten; daarin vormt het een doorgang die leidt naar een ruimte waarin zich nauwelijks stofdeeltjes bevinden, zogeheten cleanrooms. In dat geval wordt bij doorgang naar deze ruimte, tijdens de dubbele afsluiting de lucht vervangen door schone lucht, en eventueel de persoon en voorwerpen gereinigd.
Bij een duikboot kan er een soortgelijke sluis zijn, maar dan tussen de lucht binnen en het water buiten.